# 希龍代區
希龍代區（西班牙語：Distrito de Jirondai），是巴拿馬的一個行政區，位於該國西北部，由恩戈貝-布格雷特區負責管轄，在2012年5月10日建立，自坎金圖區分出，南面是韋西科區。